# Liste du patrimoine mondial aux Philippines
Cet article recense les sites inscrits au patrimoine mondial aux Philippines.

## Statistiques
Les Philippines ratifient la Convention pour la protection du patrimoine mondial, culturel et naturel le 19 septembre 1985. Les premiers sites protégés sont inscrits en 1993.
En 2015, les Philippines compte 6 sites inscrits au patrimoine mondial, 3 culturels et 3 naturels. 
Le pays a également soumis 19 sites à la liste indicative, 8 culturels, 10 naturels et 1 mixte.

## Listes

### Patrimoine mondial
Les sites suivants sont inscrits au patrimoine mondial.
| Site                                                                     | Région                                     | Type                       | Date | Superficie (ha) | Lien | Notes | Coordonnées                        | Illus. |
| ------------------------------------------------------------------------ | ------------------------------------------ | -------------------------- | ---- | --------------- | ---- | --- | ---------------------------------- | ------ |
| Églises baroques des Philippines                                         | Grand Manille, Iolocos, Visayas orientales | Culturel, (ii), (iv)       | 1993 |                 | 677  | 4 sites : église San Agustin de Manille, église Nuestra Señora de la Asunción de Santa María, église San Agustín de Paoay et église Santo Tomás de Villanueva de Miagao | 14° 35′ nord, 120° 58′ est         |        |
| Parc national de la rivière souterraine de Puerto Princesa               | CALABARZON                                 | Naturel, (vii), (x)        | 1999 | 5 753           | 652  | | 10° 10′ 01″ nord, 118° 55′ 01″ est |        |
| Parc naturel du récif de Tubbataha                                       | CALABARZON                                 | Naturel, (vii), (ix), (x)  | 1993 | 130 028         | 653  | | 8° 57′ 11″ nord, 119° 52′ 05″ est  |        |
| Rizières en terrasses des cordillères des Philippines                    | Cordillère                                 | Culturel, (iii), (iv), (v) | 1995 |                 | 722  | | 16° 56′ 02″ nord, 121° 08′ 13″ est |        |
| Sanctuaire de faune et de flore sauvages de la chaîne du mont Hamiguitan |                                            | Naturel, (x)               | 2014 | 16 923          | 1403 | | 6° 44′ 24″ nord, 126° 10′ 55″ est  |        |
| Ville historique de Vigan                                                | Iolocos                                    | Culturel, (ii), (iv)       | 1999 |                 | 502  | | 17° 34′ 30″ nord, 120° 23′ 17″ est |        |

### Liste indicative
Les sites suivants sont inscrits sur la liste indicative.
| Site                                                                                      | Région                               | Type                                       | Date | Superficie (ha) | Lien | Notes | Coordonnées                        | Illus. |
| ----------------------------------------------------------------------------------------- | ------------------------------------ | ------------------------------------------ | ---- | --------------- | ---- | --- | ---------------------------------- | ------ |
| Églises baroques des Philippines (extension)                                              | Vallée de Cagayan, Visayas centrales | Culturel (i), (iii), (iv), (v), (vi)       | 2006 |                 | 3860 | Église Patrocinio de Maria de Boljoon, Église La Inmaculada Concepcion de Guiuan, Église San Pedro Apostol de Loboc, Église San Isidro Labrador de Lazi, Église San Mattias de Tumauini                     |                                    |        |
| Grottes funéraires à momies de Kabayan                                                    | Cordillère                           | Culturel (i), (ii), (iii), (iv), (v), (vi) | 2006 |                 | 2070 | | 16° 33′ nord, 120° 45′ est         |        |
| Le complexe de la grotte de Tabon et tout Lipuun                                          | MIMAROPA                             | Culturel (ii), (iii), (iv), (v)            | 2006 |                 | 1860 | | 9° 17′ 24″ nord, 117° 58′ 37″ est  |        |
| Paysages terrestres et maritimes protégés de Batanes                                      | Vallée de Cagayan                    | Culturel                                   | 1993 |                 | 521  | |                                    |        |
| Pétroglyphes et pétrographes des Philippines                                              | Divers lieux                         | Culturel (iii)                             | 2006 |                 | 5018 | - Pétroglyphes d'Angono, Rizal - Pétroglyphes d'Alab, Mountain Province - Pétrographes de Penablanca, Cagayan - Pétrographes des Grottes de Singnapan, Palawan - Pétrographes de la péninsule d'Anda, Bohol |                                    |        |
| Sites archéologiques de Butuan                                                            | Caraga                               | Culturel (iii), (iv), (v)                  | 2006 |                 | 2071 | | 8° 57′ 00″ nord, 125° 29′ 56″ est  |        |
| Sites archéologiques paléolithiques de la vallée de Cagayan                               | Vallée de Cagayan                    | Culturel (ii), (iii), (iv), (v)            | 2006 |                 | 2069 | |                                    |        |
| Sites d'amas coquilliers néolithiques des municipalités de Lal-Lo et Gattaran             | Vallée de Cagayan                    | Culturel (ii), (iii), (iv), (v)            | 2006 |                 | 5019 | | 18° 12′ 04″ nord, 121° 23′ 24″ est |        |
| Monument naturel de Chocolate Hills                                                       | Visayas centrales                    | Naturel (vii), (viii)                      | 2006 |                 | 5024 | | 9° 55′ 01″ nord, 124° 10′ 01″ est  |        |
| Parc national des monts Iglit-Baco                                                        | MIMAROPA                             | Naturel (ix), (x)                          | 2006 |                 | 5036 | | 6° 22′ 01″ nord, 125° 04′ 59″ est  |        |
| Parc national du mont Pulag                                                               | Cordillère, vallée de Cagayan        | Naturel (ix), (x)                          | 2006 |                 | 5030 | | 16° 30′ 36″ nord, 120° 50′ 20″ est |        |
| Parc naturel des monts Malindang                                                          | Mindanao du Nord                     | Naturel (vii), (ix), (x)                   | 2006 |                 | 5029 | | 8° 17′ 31″ nord, 123° 37′ 30″ est  |        |
| Parc naturel du nord de la Sierra Madre et zones extérieures incluses dans la zone tampon | Luçon centrale                       | Naturel (ix), (x)                          | 2006 |                 | 5037 | | 17° 01′ 23″ nord, 121° 55′ 34″ est |        |
| Parc naturel du récif d'Apo                                                               | MIMAROPA                             | Naturel (vii), (ix), (x)                   | 2006 |                 | 5033 | | 12° 44′ 46″ nord, 120° 23′ 46″ est |        |
| Parc naturel du volcan Mayon                                                              | Bicol                                | Naturel (vii), (x)                         | 2015 |                 | 6007 | |                                    |        |
| Paysage protégé du mont Mantalingahan                                                     | Palawan                              | Naturel (ix), (x)                          | 2015 |                 | 6006 | |                                    |        |
| Sanctuaire de la vie sauvage des îles Turtle                                              | ARMM                                 | Naturel (ix), (x)                          | 2015 |                 | 6008 | | 6° 10′ 01″ nord, 118° 10′ 01″ est  |        |
| Zone protégée El Nido-Taytay                                                              | CALABARZON                           | Naturel (ix), (x)                          | 2006 |                 | 5034 | | 11° 13′ 59″ nord, 119° 25′ 01″ est |        |
| Zone biotique naturelle de l'île Coron                                                    | CALABARZON                           | Mixte (iii), (ix), (x)                     | 2006 |                 | 5035 | | 11° 54′ nord, 120° 15′ est         |        |